# Port lotniczy Île des Pins
Port lotniczy Île des Pins (IATA: ILP, ICAO: NWWE) – port lotniczy położony na wyspie Île des Pins, w Nowej Kaledonii.

## Linie lotnicze i połączenia
| Linia Lotnicza | Kierunek         |
| -------------- | ---------------- |
| Air Calédonie  | 1. Numea-Magenta |